# 向重力性
向重力性又称向地性、重力反应，是植物的某些部分對地心吸力所作出的生長反應。根會向着地心吸力的方向生長，因此根呈正向地性；莖則向上生長，因此莖呈負向地性。
植物的根呈正向地性，向着地心吸力的方向生長，能深入泥土中，鞏固在地上的植物體，並能從泥土中吸收水分及礦物鹽。植物的莖呈負向地性，背離重力向上生長，使葉能吸收陽光進行光合作用。
植物的重力反应过程通常可分为四个步骤：
1. 重力信号的感应
2. 重力信号的转导
3. 生长素的不对称分布
4. 重力反应器官的弯曲生长

经典的“淀粉-平衡石”假说提出，植物对重力的感应是通过淀粉体沉降来实现的。淀粉体类似于前质体，但含有淀粉颗粒，在重力感应细胞中充当平衡石的作用。